# Шурихт, Карл
Карл Адольф Шу́рихт (нем. Carl Adolph Schuricht; 3 июля 1880, Данциг — 7 января 1967, Веве, Швейцария) — немецкий симфонический дирижёр. Его основные достижения связаны с исполнением произведений Бетховена, Моцарта, Брукнера и Малера.

## Биография
Карл Шурихт родился в семье органного мастера (его отец погиб ещё до его рождения) и польской певицы. С шести лет обучался игре на фортепиано и скрипке; с одиннадцати лет пробовал свои силы в композиции. Учился в Высшей музыкальной школе в Берлине (среди его учителей был Энгельберт Хумпердинк) и позднее в Лейпциге у Макса Регера. В 1901—1902 годах начал карьеру в качестве коррепетитора в Майнцском городском театре. В 1907—1908 гг. был капельмейстером в Цвиккау.
В 1912—1944 годах Шурихт был дирижёром и (с 1923 года) генеральмузикдиректором Висбадена (в 1953 году ему было присвоено звание почётного гражданина города). В то время он уделял большое внимание музыке Густава Малера. В 1914 году впервые выступил в Лондоне. В 1933-м стал директором Берлинского филармонического хора, в 1934 году впервые дирижировал Венским филармоническим оркестром. В 1943—1944 годах сотрудничал с Дрезденским филармоническим оркестром. В 1956 году Карл Шурихт совместно с Андре Клюитансом руководил первыми американскими гастролями Венского филармонического оркестра. Участвовал в Зальцбургском фестивале, сотрудничал с Лондонским симфоническим оркестром. В 1958 году за особые заслуги в пропаганде творчества Густава Малера в числе первых дирижёров был награждён Золотой медалью Международного общества Густава Малера.